# Donald Niedekker
Donald B. Niedekker (Amsterdam, 14 januari 1963) is dichter en schrijver te Heiloo. 
Hij publiceerde met fotograaf Harold Naaijer een aantal reisboeken. Hierna publiceerde hij romans, novellen en dichtbundels. Zijn romandebuut is Hier ben ik uit 2002. Hoofdonderwerpen zijn de familie Bruynzeel en liefdevolle herinneringen aan zijn grootvader.
In 2008 schreef Niedekker onder het pseudoniem Ellen Wenkelbach het boek Het moet wel beschaafd blijven waarin hij het leven van de hoofdpersoon Carla beschrijft. Deze roman gaat over eenzaamheid en over de onbelangrijkheid van luxe. De roman Oksana werd in 2017 genomineerd voor de Fintro literatuurprijs. Niedekker ontving in 2021 de Brusselse VUB Luc Bucquoye Prijs voor eigenzinnige literatuur, en kreeg de F. Bordewijk-prijs 2022 voor Waarachtige beschrijvingen uit de permafrost.

## Werk van Donald Niedekker
- Cultuur als visie, (samen met Gijs von der Fuhr en Sam Cherribi), 1989
- Berlijn/Berlijn (samen met Harold Naayer), Uitgeverij Elmar, november 1999
- Horizon Marseille, (samen met Harold Naayer), Uitgeverij Elmar, april 2000
- Na een leven van werken en strijden: een halve eeuw Willem Drees Stichting”, Fontis, 2000
- Liverpool, Lovelypool, (samen met Harold Naayer), Uitgeverij Elmar, mei 2001
- Hier ben ik, een hedendaags hooglied, Vassallucci, maart 2002
- De garderobier, Vassallucci, juli 2002
- Zaankanters bestaan niet! Migratie vroeger en nu, (samen met Klaas Woudt en Peter Roggeveen), 2002
- De hemelvaart, Vassallucci, mei 2003
- Keldermans, Vassallucci, augustus 2004
- Door riet omzoomd, het Wormer- en Jisperveld, (samen met fotograaf Ed Zijp), Uitgeverij Noord-Holland, 2006
- Het moet wel beschaafd blijven, Podium, 2008
- Als een tijger, als een slak, Koppernik, 2015
- Oksana, Koppernik, 2016
- Wolken &c., Koppernik, 2018
- Zo zie je alles, Koppernik, 2019
- Kraai, Koppernik, 2021
- Waarachtige beschrijvingen uit de permafrost, Koppernik, 2021
- Ochtenden, Koppernik, 2023

## Prijzen en nominaties

### Prijzen
- 2022 - F. Bordewijkprijs voor Waarachtige beschrijvingen uit de permafrost

### Nominaties
- 2023 - Libris Literatuurprijs (shortlist) voor Waarachtige beschrijvingen uit de permafrost
- 2017 - Fintro literatuurprijs voor Oksana